# Louis Grégoire
Pour les articles homonymes, voir Grégoire.
Louis Grégoire, né le 12 janvier 1819 à Paris et mort le 27 septembre 1897 à Pau, est un historien et géographe connu pour avoir publié des ouvrages de géographie générale dans les années 1870.

## Biographie
Louis Grégoire est un érudit, titulaire d’un doctorat ès Lettres et de l'agrégation d'histoire et géographie (1841). Il enseigne l’histoire et la géographie dans plusieurs établissements parisiens dont le Lycée Condorcet (ancien lycée Fontanes) et le Collège Chaptal et a par ailleurs été à l’origine, au cours de la première moitié du XIXe siècle, de nombreux manuels de géographie et d'histoire.
Au milieu du XIXe siècle, il s’atèle plus particulièrement à la rédaction d’encyclopédies historiques et géographiques. En effet, à une époque où le monde change et où l’évolution des moyens de transports rendent les voyages plus accessibles, un besoin de références nouvelles se fait sentir et de nombreuses encyclopédies géographiques, ayant pour but de donner une représentation du monde tel qu’il apparaît au milieu du XIXe siècle, voient le jour. C’est notamment le cas de « La Nouvelle Géographie universelle » d’Elisée Reclus, publiée chez Hachette entre 1876 et 1894, mais surtout de la Géographie générale physique, politique et économique du monde rédigée par Louis Grégoire en 1876. Excellent outil pour comprendre le XIXe siècle, ce dernier ouvrage fait plus précisément une description des différentes contrées du globe et apporte des données à la fois physiques et humaines. Proposé en un seul volume, il est par ailleurs agrémenté de remarquables illustrations en noir et blanc ou en couleurs, de cartes, mais aussi de dessins. À la fin de l’ouvrage, une table des matières, fournit par ailleurs un index des lieux, des thèmes et des cartes, facilitant encore davantage son utilisation.

## Dictionnaire encyclopédique
Cependant, le principal ouvrage de Louis Grégoire, reste certainement son Dictionnaire encyclopédique d'histoire, de biographie, de mythologie et de géographie, publié à partir de 1870 chez Garnier Frères. Comme son nom l’indique, cette encyclopédie contient à la fois des données historiques telles que l’histoire des peuples, la chronologie des dynasties, ou l’étude des institutions politiques, mais également des données mythologiques avec la biographie des dieux et des personnages fabuleux ainsi que des articles sur les rites, les fêtes et les mystères. L’ouvrage contient par ailleurs les biographies d’hommes célèbres, tout comme des données sur la géographie physique, politique, industrielle et commerciale.
En mettant en œuvre ce dictionnaire, Louis Grégoire souhaite avant tout composer un ouvrage accessible au plus grand nombre, tout en donnant des réponses claires aux questionnements des citoyens sur les événements ou les centres d’intérêts de l’époque, en rappelant aux uns, des notions qui auraient pu leur échapper, et en guidant les plus jeunes dans leurs études. Pour ce faire, les auteurs ont plus particulièrement favorisé un dictionnaire en un seul volume, permettant une lecture plus facile, et se sont attelés à rendre plus générale, plus populaire et plus sérieuse l’étude de la géographie et de l’histoire. Ils se sont ainsi concentrés principalement, dans le cas des biographies, sur la description de personnages importants tels qu’Aristote, Jules César, ou encore Voltaire et se sont à l’inverse très peu attardés sur des personnages plus secondaires, souhaitant laisser de côté tout ce qui n’est « ni caractéristique, ni instructif ». Volontairement, les auteurs ne mentionnent par exemple pas les noms des personnages vivants, bien que des biographies des contemporains célèbres, morts avant le 1er juin 1870, se trouvent tout de même dans le corps de l’ouvrage ou dans le « Supplément », à la fin du dictionnaire. Aussi, grâce à la place gagnée, Louis Grégoire a pu insérer de nombreux articles résumant l’histoire des peuples et des provinces et traitant aussi bien des hiéroglyphes d’Égypte, que des archontes d’Athènes ou encore des coutumes de la féodalité et de la chevalerie au Moyen Âge. De même, l’ouvrage renferme un dictionnaire complet sur les différentes mythologies et sur la géographie, traitant à la fois des différentes contrées, des provinces ou encore des villes.
Souhaitant également faire preuve d’une « impartialité exemplaire », comme le rappelle Louis Grégoire dans sa préface, « les auteurs ont évité avec soin, toute discussion critique, toute opinion plus ou moins hypothétique » et ont puisé leurs sources dans toutes sortes de livres et de documents. Ils n’ont par ailleurs pas non plus hésité à faire appel à de nombreux collaborateurs ou à avoir recours aux statistiques les plus récentes afin de donner des informations exactes aux lecteurs. Les erreurs que l’on pouvait trouver dans les ouvrages de leurs prédécesseurs, ont quant à elles été corrigées. Finalement, le Dictionnaire encyclopédique d'histoire, de biographie, de mythologie et de géographie de Louis Grégoire comporte près de 2 074 pages où sont répertoriés, par ordre alphabétique, les différents articles. Un supplément de 57 pages se trouve par ailleurs à la fin de l’ouvrage.